# Feld-Teich-Wechselwirtschaft

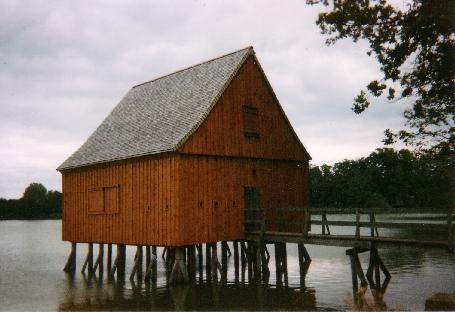
Plothener Teiche: Das Pfahlhaus im Hausteich. Die Plothener Teiche zählen zu den großen Teichanlagen, die im Mittelalter und der frühen Neuzeit geschaffen wurden

Die Feld-Teich-Wechselwirtschaft ist eine traditionelle Form der Landwirtschaft. Diese Form der Wechselwirtschaft wurde in der vorindustriellen Zeit in nahezu allen Teichgebieten Mitteleuropas betrieben. 
Feld-Teich-Wechselwirtschaft kennzeichnet sich dadurch, dass eine überwiegend als Teich genutzte Fläche in meist unregelmäßigen Abständen abgelassen wurde und anschließend für einen Zeitraum, der meist ein oder zwei Jahre betrug, ackerbaulich genutzt wurde. Ziel war dabei nicht die Ertragssteigerung des Ackers, sondern die Verbesserung der Fischerträge. Eine Düngewirkung wurde vor allem durch die abgestorbenen Pflanzenteile bewirkt. Wurden Leguminosen angepflanzt, kam es außerdem zu einer Stickstofffixierung im Boden, was sich gleichfalls positiv auf den Fischertrag auswirkte. Nur eine nachrangige Rolle spielte, dass durch diese Form der Bewirtschaftung Fischparasiten vernichtet und ein zu starkes Verkrauten der Teiche verhindert wurde.
Die Entstehung der Feld-Teich-Wechselwirtschaft ist Nachfrage-bedingt. Fisch spielte im christianisierten Mitteleuropa als Fastenspeise eine große Rolle. Aufgrund der zahlreichen Fastentage war die Nachfrage nach Fisch sehr hoch. Große Teichanlagen, die zum Teil in der Feld-Teich-Wechselwirtschaft betrieben wurden, entstanden vor allem um große Klöster herum. Diese Form der Teichbewirtschaftung stellt dabei eine intensive Form dar. Die meisten dieser großen Teichanlagen existieren heute nicht mehr. Wo sie noch bestehen, werden sie meist extensiv genutzt. 